# Heffron Drive: Live in Italy
Heffron Drive Live in Italy (en español: Heffron Drive en vivo en Italia), es la sexta gira de conciertos de la banda Heffron Drive. Se inició oficialmente el 10 de marzo de 2016 en el Palapartenope, en Nápoles, y concluyó el 20 de marzo del mismo año en Milán, Italia. La gira incluyó en las primeras 4 fechas, a Logan Henderson, miembro de la banda Big Time Rush, la cual también integra Kendall Schmidt.

## Listas de canciones

### Heffron Drive Setlist
Happy Mistakes + Happy Mistakes Unplugged
- Happy Mistakes

- Parallel

- Division of the Heart

- Had to be Panama

- Nicotine

- Art of Moving On

- Interlude

- Passing Time (con Logan Henderson)

- Could You Be Home

- That's What Makes You Mine

- Everything Has Changed

- One Track Mind

- Not Alone

- Love Defined

Nueva canción
- Rain Don't Come

(Fin del Concierto)

## Fechas del Tour
| Italia      |           |                    |
| Fechas      | Ciudad    | Lugar              |
| 10 de marzo | Nápoles   | Palapartenope      |
| 11 de marzo | Bari      | Palaflorio         |
| 12 de marzo | Roma      | Gran Teatro        |
| 13 de marzo | Torino    | Teatro Colosseo    |
| 15 de marzo | Florencia | Obihall            |
| 16 de marzo | Bolonia   | Celebrazioni       |
| 19 de marzo | Trieste   | Politeama Rossetti |
| 20 de marzo | Milán     | Fabrique           |